# 꿀벌소녀대 (음악 그룹)
꿀벌소녀대는 2016년 데뷔한 중국의 걸그룹이다.

## 방송
- 꿀벌소녀대 (2016)